# Бібліотечний шифр
Бібліоте́чний шифр — умовне позначення місця зберігання документа у вигляді поєднання знаків (цифр та / або літер). Бібліотечний шифр по іншому називається шифром зберігання документа або поличним шифром. Ці назви відображають безпосередню залежність системи шифрів, прийнятої в тій чи іншій бібліотеці, від того, яким чином організований в ній фонд, а саме від того, яким чином розставлений фонд.

## Види розстановки фонду
Розстановка фонду може бути формальною, тобто здійсненою за будь-якою формальною ознакою: за абеткою (абеткова розстановка), за форматом документів (форматна розстановка), за часом видання (хронологічна розстановка), за часом надходження документів у бібліотеку (нумераційна розстановка) і т.д. 

### Формальна розстановка фонду
Формальні розстановки застосовуються зазвичай в дуже великих бібліотеках, тому що деякі з них дозволяють економити місце на полицях, однак такі розстановки мають ряд істотних недоліків. Абеткова (точніше абетково-хронологічна) розстановка застосовується в багатьох бібліотеках для розстановки періодичних видань. У результаті формальної розстановки поруч опиняються документи абсолютно різні за змістом, внаслідок чого бібліотечний працівник не в змозі знайти документ, якщо не знає його шифру зберігання. Тому зазначення шифру в читацькій вимозі є неодмінною умовою. Самі ж шифри при формальної розстановці не пов'язані з прийнятою у бібліотеці системою класифікації документів.

### Систематична розстановка фонду
Іншим видом розстановки фонду є систематична розстановка, при якій документи розставляються по галузях знань, а всередині відділів, виділених за галузями — за абеткою. Виділення відділів фонду відбувається на основі прийнятої в даній бібліотеці системі класифікації документів. Шифр при систематичній розстановці є, як правило, комбінацією позначення відділу фонду (скороченого варіанту індексу прийнятої системою класифікації документів) і авторського знаку. Авторський знак — умовне позначення початкового буквосполучення першого слова бібліографічного запису. 
При систематичній розстановці фонду в одному відділі виявляються книги, споріднені за змістом, проте це спорідненість дуже загальна, тому що виділення відділів фонду відбувається зазвичай на основі самих грубих, не деталізованих поділів прийнятої системи класифікації документів. Також при систематичній розстановці фонду, на відміну від формальної, під одним шифром може знаходитися будь-яка кількість примірників конкретного видання. У підсумку, бібліотечний працівник теоретично може знайти документ, не знаючи його шифру. Але практично це може бути здійснено тільки тоді, коли бібліотечний фонд дуже малий, або якщо бібліотекар має дуже великий досвід роботи (і то для обмеженого кола видань). Тому і в разі систематичної розстановки фонду зазначення шифру в читацькій вимозі також необхідно. Навіть у разі формальної розстановки фонду, коли одному шифру зазвичай відповідає один документ, щоб уникнути непорозумінь, на читацькій вимозі потрібно вказувати не тільки шифр, а й основні відомості про документ (авторів, заголовок, місце і рік видання). 
При систематичній розстановці під одним шифром можуть перебувати не лише ідентичні документи, але різні документи одного автора, і навіть документи різних авторів, тому що авторський знак один і той же для певної кількості схожих прізвищ. Тому у читацькій вимозі абсолютно неприпустимо вказувати тільки один шифр без інформації про власне документ, і чим вона повніша і точніша, тим краще.

## Присвоєння бібліотечного шифру
У картковому бібліотечному каталозі шифр — необхідний елемент бібліографічного запису на картці. Бібліотечний шифр (або шифри) розташовуються звичайно в лівому верхньому кутку каталожної картки. Наявність декількох шифрів говорить про те, що в бібліотеці є кілька ідентичних документів, місця зберігання яких різні (це характерно для великих бібліотек). Шифри проставляються на всіх основних картках, в якому б каталозі вони не перебували, причому шифри на один документ на всіх картках у різних каталогах збігаються. Шифри ставляться також на додаткових картках абеткового каталогу. Документи, що зберігаються у фонді, мають позначки відповідних присвоєних їм шифрів, що збігаються з шифрами в каталогах. Зазвичай шифри ставляться на обкладинці документа і на титульному аркуші. 
Таким чином, шифр встановлює зв'язок між бібліотечними фондами та бібліотечними каталогами. Пошук документа у фонді бібліотеки здійснюється за шифром, вказаним на каталожної картці, тому точне і повне відтворення шифрів в читацькій вимозі є обов'язковою умовою. Якщо вказано кілька шифрів, в читацькій вимозі бажано привести їх усі, тому що документ, що знаходиться по одному з шифрів може бути відсутній (наприклад, може бути виданий читачеві або перебувати на реставрації). У такому випадку бібліотекою буде надано такий же документ, що зберігається під іншим шифром.